# Letov Š-20

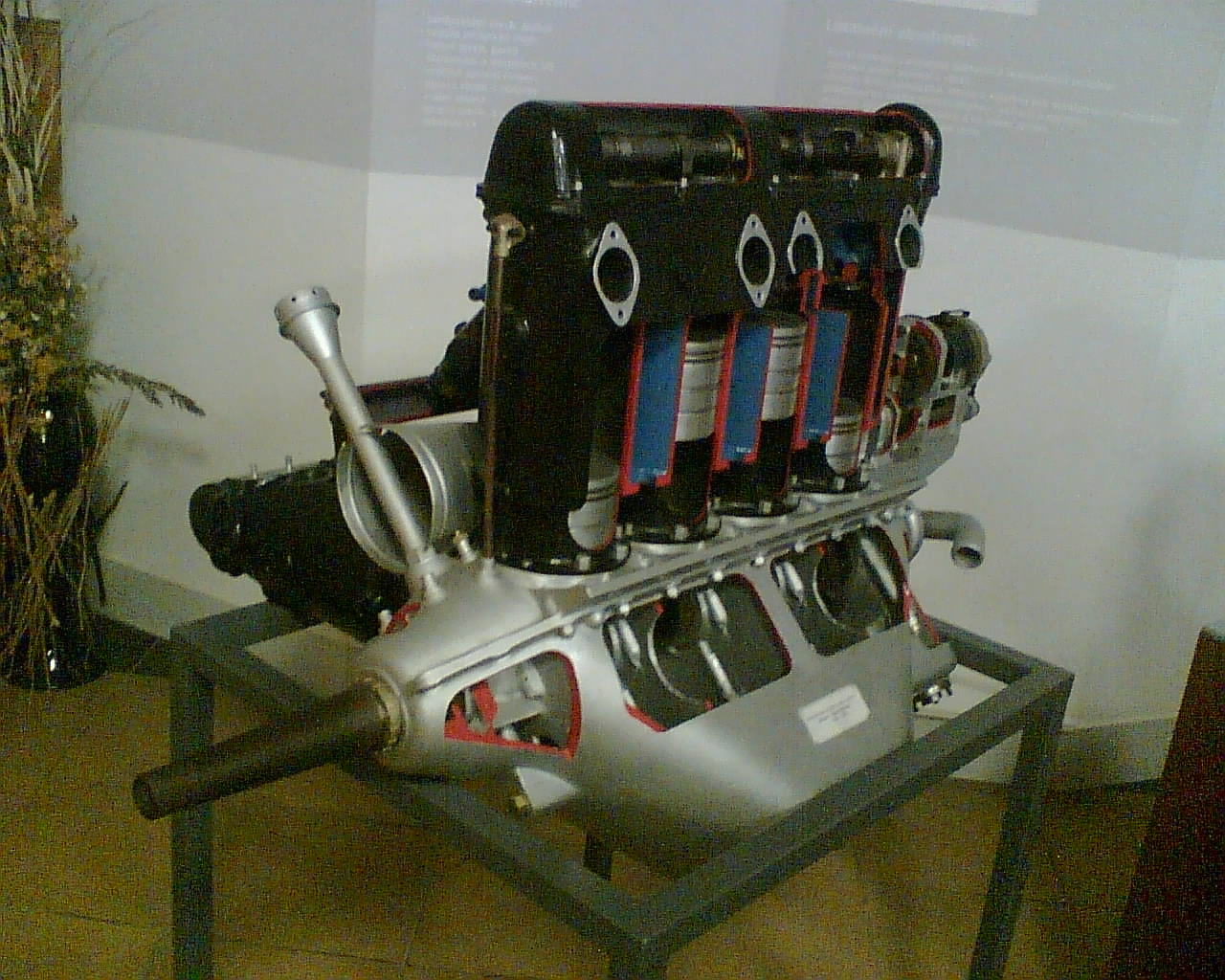
Řez motorem Škoda H-S 8Fb

Letov Š-20 konstruktéra Ing. Aloise Šmolíka byl československý dvouplošný stíhací letoun s mohutným aerodynamickým trupem zalétaný v roce 1925. Byl vyráběný v letech 1926 – 1928 v počtu 105 kusů pro Československou armádu a exportovaný i do Litvy.  

## Vývoj a výroba
Letoun Š-20 (Š jako Šmolík) vznikl na základě požadavku MNO na vývoj stíhacího letounu s novým motorem Škoda H-S 8Fb (licence Hispano-Suiza 8Fb o výkonu 300 HP. Na tento požadavek reagovaly všechny tři naše velké letecké firmy. Letov vyvinul letadlo Š-7, Aero přišlo s letadlem A-20, a Avia s BH-8. V roce 1923 byly provedeny srovnávací zkoušky, ve kterých byla vyhodnocena jako nejlepší Avia BH-8, ale i k té mělo MNO hodně výhrad. Firmy Letov i Avia ve vývoji pokračovaly, až v roce 1925 dospěly k Š-20 a BH-21, které oba MNO objednalo pro armádu a oba se sériově vyráběly. Nejrozšířenějším stíhacím letadlem československé armády se však stala lepší BH-21. Oba stroje však měly ze začátku sériové výroby problémy, u Š-20 například praskala motorová lože, plechy kapotáže motoru, spoje palivové instalace, a také byly problémy s nedostatečným účinkem kormidel, zvláště při vybírání vývrtky. 
Objednání Š-20, jako druhého stíhacího typu, bylo vhodné pro udržení výroby a zachování zaměstnanosti ve státním podniku Letov (Avia byla soukromá firma). Výroba Š-20 pro čs. armádu byla rozdělena do čtyř výrobních sérií (výrobní čísla 1-50, 51-75, 76-85, 86-105), první letadla byla dodána armádě začátkem roku 1926, poslední v roce 1928. V průběhu výroby musely být překonstruovány a zvětšeny ocasní plochy ke zvětšení jejich účinnosti. První série měla starší provedení ocasních ploch, o druhé a třetí není známo, čtvrtá série měla novější provedení ocasních ploch. Tyto změny ocasních ploch byly prováděny i dodatečně na již provozovaných letadlech. Na některých letadlech byla osazena novější svislá ocasní plocha a ponechány starší vodorovné ocasní plochy (právě takový ocas lze vidět na Š-20 v Leteckém muzeu Kbely).
Š-20 byl rovněž prvním československým letadlem exportovaným do zahraničí. Litevské letectvo objednalo 8 letadel označených Š-20L (výrobní čísla 20.50-20.58), která byla dodána v červnu 1925. Vzhledem ke krátkému termínu dodání a zájmu Letova na exportu letadel dostala Litva svoje letouny dřív než Československo. Litevskými piloty byl typ přezdíván „Šmoliko“.
Poznámka k názvu Letov: V textu často uvádím obvyklý a známý název Letov, ale ta státní letecká firma se tak vždy nejmenovala. Její původní název byl Letecký arsenál, od listopadu 1919 Hlavní letecké dílny, od března 1922 ČS. vojenská továrna na letadla a teprve od října 1926 Letov. Takže v době vývoje a počátku výroby by bylo správnější psát ČS. vojenská továrna na letadla, ale to by bylo trochu kostrbaté, takže píši Letov s vysvětlující poznámkou.
Poznámka v výrobním číslům: letouny Š-20 československé armády jsou uváděny s čísly 1 až 105 (bylo jich opravdu 105), u letadel litevské armády jsou známa čísla 51 až 58 (a bylo jich 8 nebo 10), letoun číslo 115 byl firmou Letov upraven pro motor Jupiter. Je tedy pravděpodobné, že jde o tři různé číselné řady: číslování letounů československé armády, číslování letounů pro litevskou armádu a výrobní čísla Letova. Tomu by nasvědčovala i skutečnost, že výrobní čísla Letova ze začátku výroby pozdějších Š-328 rovněž neodpovídala armádnímu číslování letadel (dle Monografie Š-328).

## Technický popis

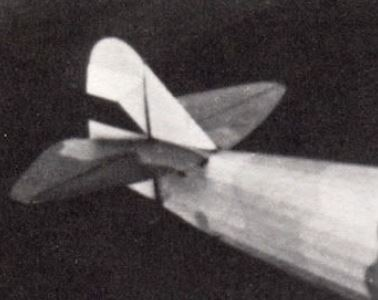
Š-20 ocasní plochy starší provedení

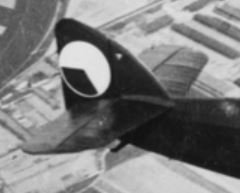
novější provedení ocasních ploch Š-20

Š-20 je jednomotorový jednomístný dvouplošník smíšené konstrukce, s pevným podvozkem. Trup je tvořen nýtovanou kovovou kostrou a potažen plátnem, kapotáž motoru je duralaluminiová, s vystouplými kryty hlav válců vidlicového motoru. Motor je kapalinou chlazený (s chladiči na podvozku) vidlicový osmiválec Škoda H-S 8Fb (licence Hispano-Suiza 8Fb o výkonu 300 HP, stejný jako v BH-21). Vrtule je dvoulistá dřevěná nestavitelná, opatřená velkým plochým aerodynamickým kuželem, navazujícím plynule na linii trupu. Hlavní palivová nádrž je v trupu za motorem (v těžišti letadla), spádová nádrž je v horním křídle. Pilotní prostor je otevřený, opatřený větrným štítkem a aerodynamickou opěrkou hlavy. 
Podvozek je pevný kolový, s průběžnou osou odpruženou gumovými svazky, kola drátová a potažená plátnem. Kola je možno vyměnit za lyže. Ostruha je kluzná.
Křídla jsou dřevěná, potažená plátnem, s kovovými nosníky. Horní a spodní křídla jsou vzájemně vyztužena vzpěrami ve tvaru N a dráty, horní křídlo je neseno na trupu trubkovou pyramidou. Křidélka jsou jen na spodním křídle, vztlakové klapky letadlo nemá. 
Na pravém spodním křídle bylo u některých letounů umístěno dynamo, poháněné vrtulkou (popis elektroinstalace Š-20 není k dispozici, ale např. Š-31 měl elektrické vyhřívání kulometů, kyslíkového přístroje a obleku pilota, a zástrčky pro napájení lampy, kompasu a zaměřovače, vše napájeno baterií). 
Ocasní plochy jsou kovové konstrukce potažené plátnem, vodorovné ocasní plochy jsou vyztuženy vzpěrou (dvojí provedení: jednoduchou nebo tvaru V). Kormidla jsou ovládána ocelovými lany. Vyráběla se dvě provedení ocasních ploch. Starší svislá ocasní plocha (SOP) má rovnou náběžnou hranu a eliptickou odtokovou hranu, novější SOP je větší, má vypouklou náběžnou hranu a rovnou odtokovou hranu. Starší vodorovné ocasní plochy (VOP) mají přibližně eliptický tvar (eliptickou náběžnou hranu a šikmé odtokové hrany). Novější VOP jsou větší a mají lichoběžníkový tvar (náběžná hrana je rovná v mírném šípu, odtoková hrana je kolmá k ose letadla).
Výzbroj tvoří dva pevné synchronizované kulomety Vickers ráže 7,7 mm, umístěné pod kapotáží nad motorem, a střílející okruhem vrtule. Každý kulomet má zásobu 400 nábojů.

## Provoz

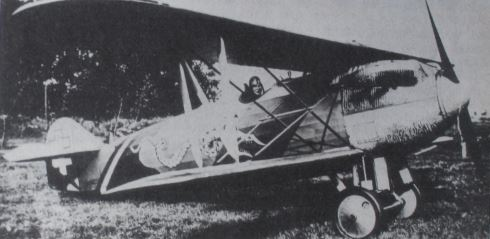
Š-20L Litevského letectva

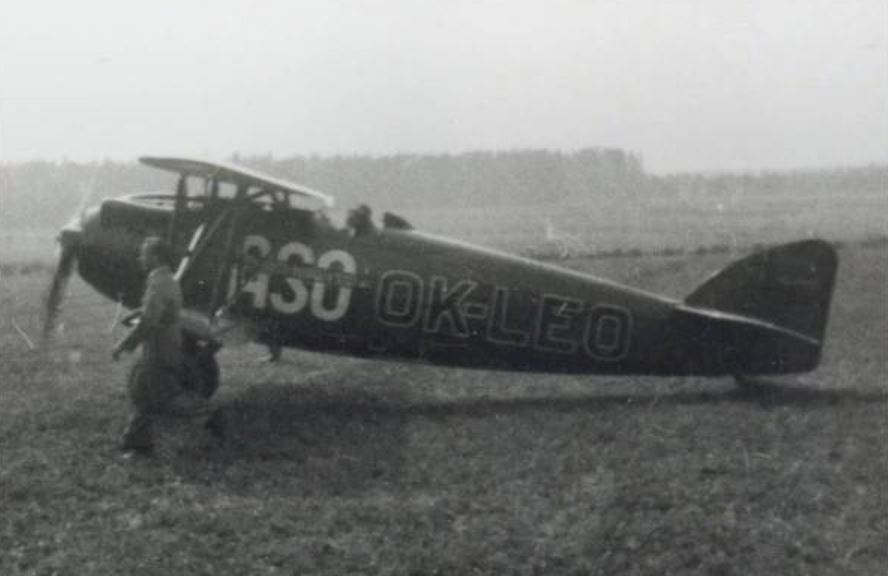
demilitarizovaný Š-20 OK-LEO

Stíhací letadla Š-20 létala od roku 1926 především u Leteckého pluku 2 v Olomouci, a od roku 1929 i u Leteckého pluku 6 v Praze, a dále ve Vojenském leteckém učilišti (VLU). 
Š-20 tvořil spolu s lepší a slavnější BH-21 základ československého stíhacího letectva od roku 1926 až do začátku třicátých let. Letov Š-20 byl trochu rychlejší a jeho konstrukce byla modernější, než BH-21. V letových vlastnostech i v oblíbenosti u pilotů však za BH-21 zaostával. Poslední Š-20 byly dle neověřených informací vyřazeny z armádní služby v roce 1936.
Pozn.: do roku 1928 měly čs. armáda jen tři letecké pluky: „reprezentační“ LP1 v Praze, „bojový“ LP3 v Nitře (později v Piešťanech) a „odstrkovaný“ LP2 v Olomouci (dle knihy Olomoucké letiště v Neředíně, str. 51). Preferované LP1 a LP3 byly vybaveny stíhacími letouny BH-21.
S letadlem Š-20 je taky spojen první případ záchrany československého vojenského letce ve službě pomocí padáku. Stalo se to 23. 7. 1931 v Chebu, kdy se pilotovi čet. Rudolfu Černínovi při letu na zádech zachytilo lanko od kulometu za řídicí páku a letoun spadl do vývrtky. Pilot vyskočil s padákem a zachránil se. Za toto prvenství dostal od ministra národní obrany zlaté hodinky s věnováním.
Dle seznamu leteckých nehod vojenských strojů Československé republiky[chybí lepší zdroj] na letadlech Š-20 zahynulo 12 vojenských pilotů (Pálek, Touš, Tálský, Kolařík, Janhuba, Kulásek, Bednář, Hess, Pohl, Tyburec, Uhlíř, Skalka) a dva tovární piloti (Chladil a Jodas).
Deset (nebo osm) letadel Š-20L létalo v letectvu Litvy. Byly v provozu od roku 1925 (Litva dostala Š-20 dřív než čs. armáda), a poslední byl vyřazen v roce 1939. Na počátku služby představovaly nejmodernější stíhací typ tamního letectva ale v druhé polovině 30. let sloužily již především k výcviku stíhacích pilotů. Během jejich služby na nich zahynuli čtyři litevští piloti. Některé z litevských Š-20L létaly pomalované draky a podobnými obrázky.
V letech 1934 až 1937 létal v Hanáckém aeroklubu jeden odzbrojený Š-20 s civilní imatrikulací OK-LEO. Byl červený, na boku měl reklamu na obchodní dům ASO, a dle dochovaných fotografií létal bez vrtulového kuželu. 

## Účast v závodech
V roce 1925 startoval předsériový letoun Š-20 v leteckém závodě rychlostním o cenu prezidenta republiky (na trati Praha – Nové Benátky – Říp – Praha, dlouhé 100 km, letěly se dva okruhy), a pilot kpt. Josef Kalla s ním doletěl na druhém místě v kategorii B (s užitečným zatížením 250 kg) a dosáhl rychlost 251,040 km/h. Zvítězil JUDr. Zdeněk Lhota na Avia BH-21 s překomprimovaným motorem (výkon neuveden) rychlostí 258,080 km/h.
Pozn.: je možné, že Š-20 byl pro závod v roce 1925 vybaven překomprimovaným motorem o výkonu 380 HP. Reklama konkurenční firmy Avia v časopisu Letectví 1925 uvádí, že závodní Š-20 měl zmenšenou plochu křídel a překomprimovaný motor o výkonu 380 HP, výsledková listina rovněž uvádí výkon 380HP, o úpravách křídel se však nikde jinde než v reklamě Avie nepíše. Nic z toho však není ověřeno. Piloti Josef Kalla a Ludvík Budín létali ve Výzkumném leteckém ústavu studijním (VLÚS), takže závod pravděpodobně letěli s letadly ve VLÚS zkoušenými - a do VLÚS by se těžko dostal závodní speciál s upravenými křídly (ale motor upravit mohli). Se závodními letadly létali tovární piloti: za Letov letěl tovární pilot Andrej Beleš se závodním Š-8 (o výkonu 450 HP) rychlostí 294,884 km/h a za Avii letěl tovární pilot Karel Fritsch se závodním BH-21R (o výkonu 400 HP) rychlostí 300.590 km/h).  
V roce 1926 sériový letoun Š-20 s pilotem kpt. Ludvíkem Budínem zvítězil hlavním závodě v leteckém závodě rychlostním o cenu prezidenta republiky a dosáhl rychlost 234,085 km/h, v témže závodě pilot kpt. Josef Kalla na Š-20 zvítězil v kategorii B (s užitečným zatížením 250 kg) a dosáhl rychlost 245,273 km/h, přičemž dosáhl nejlepšího času dne na jeden okruh.
Pilot Bohumil Kovanda získal v roce 1927 putovní pohár dr. Bohdana Wiplera na verzi Š-20J s motorem Walter Jupiter IV o výkonu 420 HP.

## Varianty

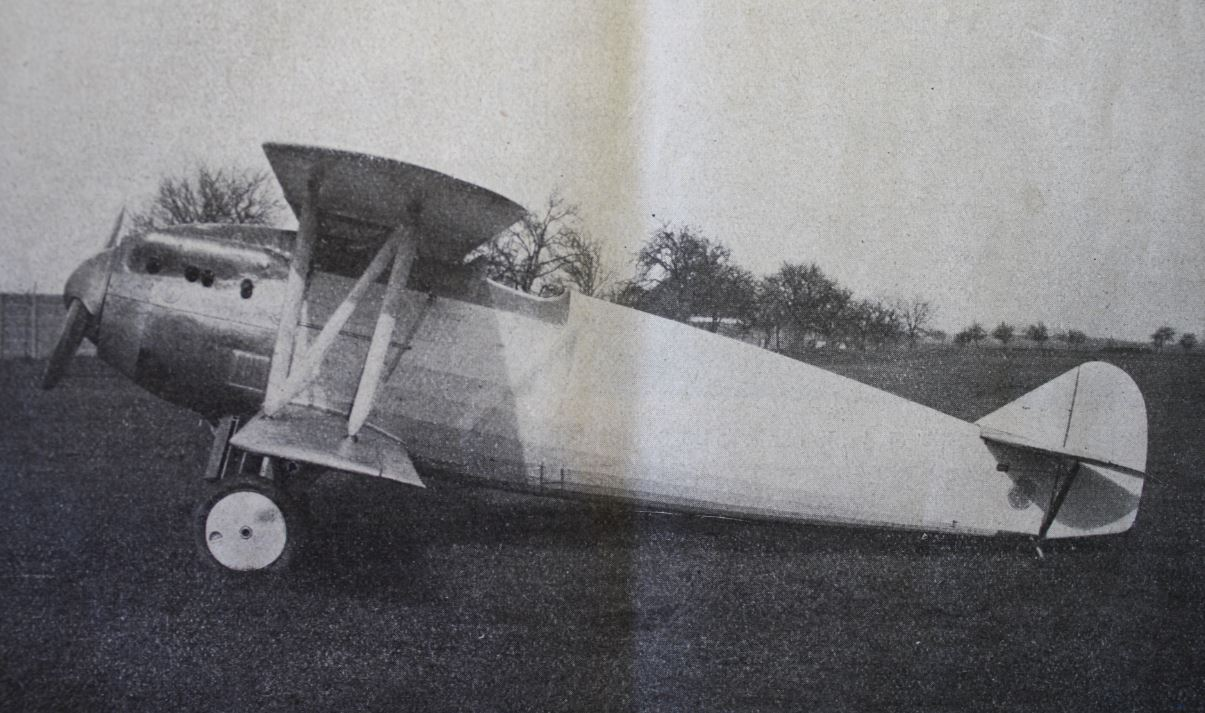
Předsériový letoun Š-20

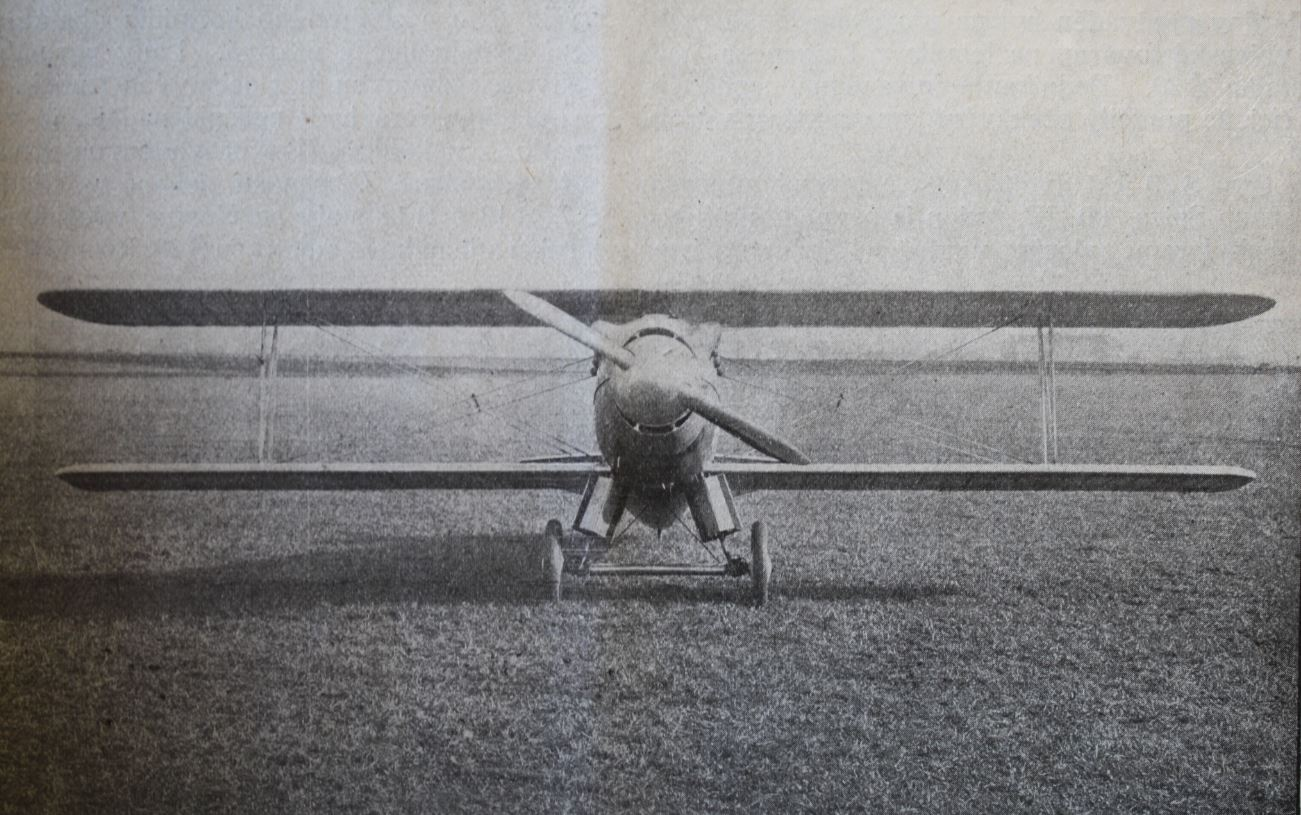
Předsériový Š-20 (čelní pohled)

- Š-20 –předsériové letadlo použité ke zkouškám a ke startu v leteckém závodě rychlostním o cenu prezidenta republiky 20.9.1925. Od sériového Š-20 se lišilo nasávacími štěrbinami nahoře a dole za kuželem vrtule, a také horní křídlo bylo velmi nízko nad trupem. Není uvedeno, zda byl silnější trup, nebo nižší trubková pyramida, nebo (pravděpodobně) obojí. Každopádně z něj byl špatný výhled dopředu, takže sériové stroje byly upraveny. Počet vyrobených kusů neuveden.

- Š-20 – sériové letadlo pro československou armádu, během výroby se změnil tvar ocasních ploch, ale na označení letadla se to neprojevilo. Bylo vyrobeno 105 kusů.

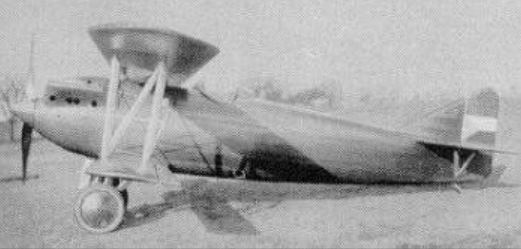
Š-20R

- Š-20R nebo Š-20M – prototyp letadla s těsnější kapotáží motoru a štíhlejším trupem. Letové vlastnosti však byly horší, než u než u Š-20 se silnějším trupem, do sériové výroby se proto nedostalo. Od Š-20 jej lze rozeznat podle ostřejšího kuželu vrtule a více vystupujících kapotáží hlav vidlicového motoru, rovněž SOP byla jiná. Bývá označen jako R nebo M, jedná se však o stejné letadlo, jen značení se různí.

- Š-20L (L jako Litva) – první československé letadlo exportované do zahraničí - do Litvy bylo v roce 1925 (dříve než čs. armádě) prodáno 8 až 10 letadel, která se od československých Š-20 lišila jen použitím „francouzské“ plynové páky (není jasné, co to znamená – plyn se tehdy přidával dozadu u československých i francouzských letadel). Jsou známa výrobní čísla osmi litevských letounů 51 až 58. V roce 1925 bylo dodáno 8 letounů výše uvedených výrobních čísel, o dalších možných dvou informace chybí. Litevské letouny si ponechaly po celou dobu provozu původní starší provedení ocasních ploch.

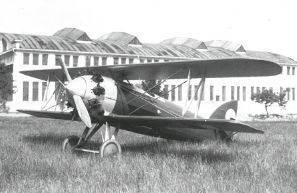
Š-20J

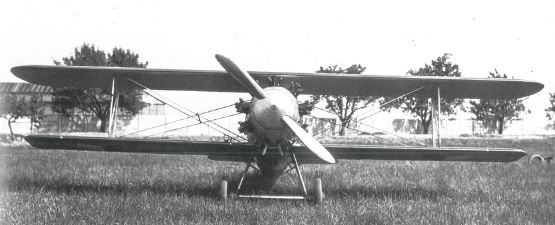
Š-20J (čelní pohled)

- Š-20J (J jako Jupiter) nebo Š-20.115 – prototyp letadla s motorem Jupiter. Zástavbou hvězdicového devítiválce Walter Jupiter IV (Bristol Jupiter → licence Gnome-Rhône → licence Walter) o výkonu 430 nebo 480 HP na drak Š-20 nebo Š-20R vznikl v roce 1927 prototyp Š-20J. Kromě motoru a celého předku se od Š-20 odlišoval štíhlejším trupem, odlišnými ocasními plochami a neměl vystouplou opěrku hlavy piloty. Přestože měl nový motor výrazně větší výkon oproti původnímu, rychlost příliš nevzrostla, výrazně se ovšem zlepšila stoupavost a dostup. Stávající trup ovšem pro silný motor nevyhovoval a trpěl vibracemi. Š-20J se sériově nevyráběl, ale na základě získaných zkušeností byl vyvinut typ Š-31.

K draku Š-20 nebo Š-20R: dle různých zdrojů byl drak letadla Š-20J upraven buďto z prototypu štíhlejšího Š-20R, nebo ze sériového letadla Š-20.115 (a Š-20J je skutečně někdy v dobových zápisech nazýván Š-20.115). Drak však prošel tak rozsáhlými úpravami, že jeho původ nelze z fotografií poznat, byť je Š-20J taky štíhlejší než sériový Š-20. Původ draku tedy ověřen není.
K motoru Jupiter IV: dostupné zdroje se shodují, že Š-20J byl vybaven motorem Jupiter IV, ale neshodují se v udávaném výkonu. Zdroje o letadle Š-20J uvádí výkon 480 HP (353 kW), ale zdroje o motorech Jupiter uvádějí u verze IV výkon 420-430 HP (308-316 kW). Možná zde došlo k záměně: u leteckých motorů se udává výkon nominální, vzletový, na zemi, v různých výškách a při různých otáčkách. A některý z nich by možná mohl být i 480 HP, ale nominální výkon Jupiteru IV je 420-430 HP.

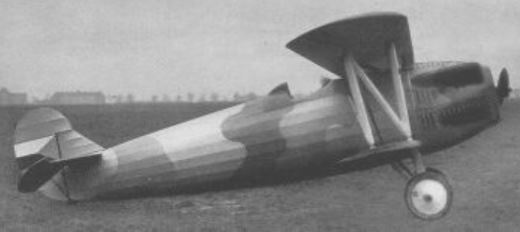
prototyp Š-21

- Š-21 nebo ŠA-20 – prototyp cvičné verze se slabším motorem Hispano-Suiza 8A o výkonu 180 HP, bez výzbroje, jen s fotokulometem. Oproti Š-20 neměl aerodynamický vrtulový kužel ani chladiče na podvozku. Čelní chladič byl před motorem, v místě které u Š-20 zakrýval velký vrtulový kužel. Odlišný byl i tvar ocasních ploch. Motorové lože i s motorem mělo být snadno vyměnitelné, a letoun by tak byl (prý během 20 minut) přestavitelný na normální stíhací Š-20. Letoun byl označen nejprve ŠA-20 a později Š-21. První prototyp byl zničen a tovární pilot Andrej Beleš zraněn dne 9.11.1925, když nevybral vývrtku. Byl postaven i druhý prototyp, ale plánovaná sériová výroba byla zrušena, a jako cvičný stíhací letoun byla pro armádu objednána Avia BH-22, která měla lepší letové vlastnosti (i ve vývrtce).

## Dochované letouny

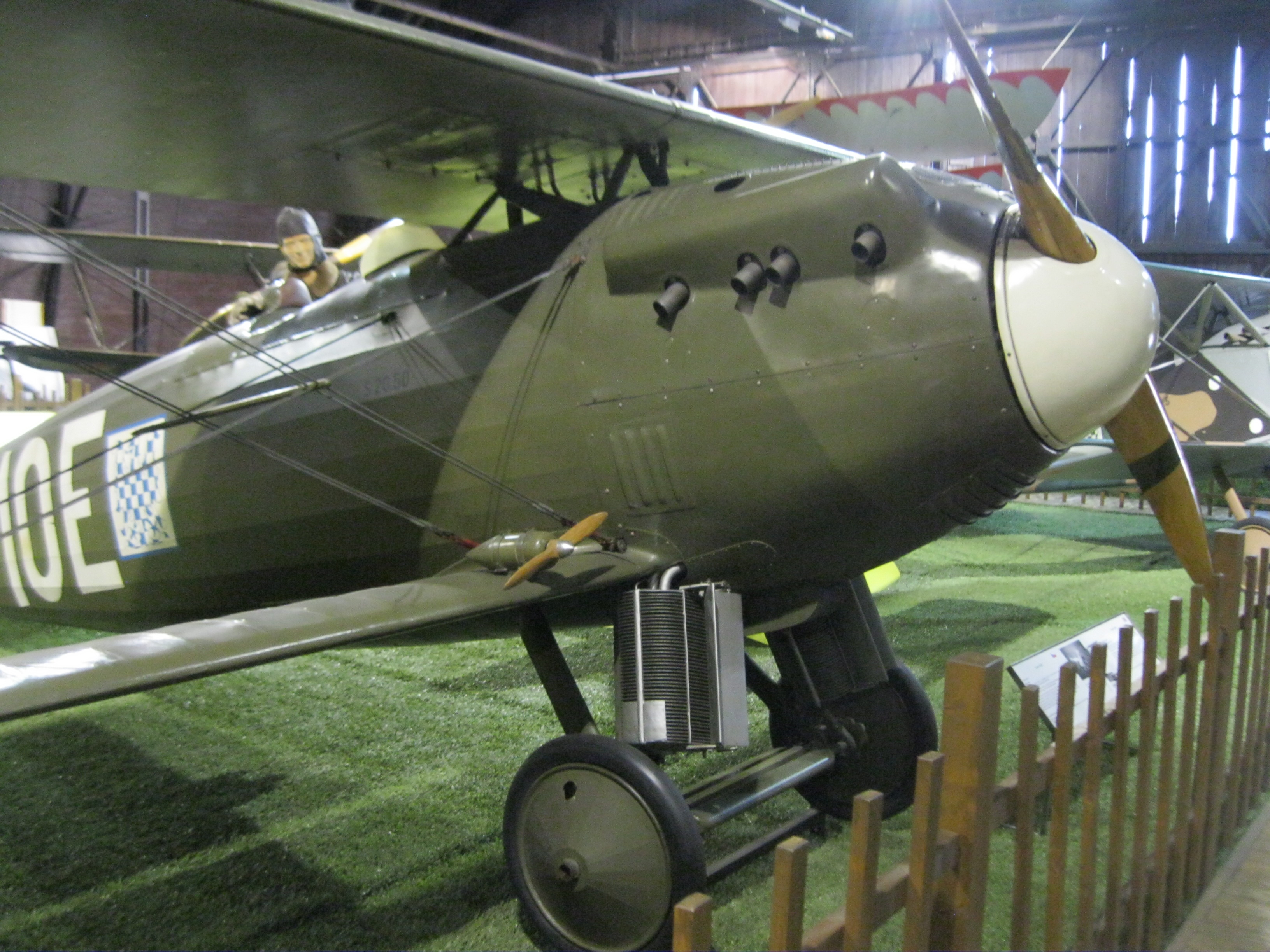
Letov Š-20 v Leteckém muzeu Kbely

Existuje pouze jeden neoriginální Š-20, který je umístěn v Leteckém muzeu Praha – Kbely. Tento letoun je replika, zhotovená s použitím originálních dílů v Leteckých opravnách Trenčín v letech 1977 až 1979. Na letounu je originální motor, vrtule, SOP a další drobné díly. Zbytek letadla byl postaven dle původní dokumentace. Dochovaly se sice i další originální díly (pravé dolní křídlo, kostra ocasu), ale ty nebyly použity. Zajímavé jsou ocasní plochy – SOP je novějšího provedení a VOP je staršího provedení. Znovupostavený letoun dostal označení E10 a výrobní číslo 50 podle letounu, který skutečně létal u LP2. Ale s původním letounem Š-20.50 nemá tento muzejní exponát kromě označení nic společného.
Letadlo má provozuschopný motor, takže je možno s ním pojíždět (létat nesmí), ale jen krátce, protože chlazení motoru není plně funkční.

## Uživatelé
- Československo
  - Československé letectvo
- Litva
  - Litevské letectvo

## Hlavní technické údaje
Letov Š-20
- Stíhací letoun
- Osádka: 1 (pilot)
- Rozpětí: 9,70 m
- Délka: 7,44 m
- Plocha křídel: 18,40 m²
- Hmotnost prázdného letounu: 728 kg
- Vzletová hmotnost: 1048 kg
- Maximální rychlost: 256 km/h
- Cestovní rychlost: 225 km/h
- Stoupání do 5000m: 13,9 min.

- Dolet: 528 km
- Dostup: 7200 m
- Motor: 1× kapalinou chlazený vidlicový osmiválec Škoda H-S 8Fb (licence Hispano-Suiza 8Fb, lze najít i označení Škoda HS-300)
- Výkon motoru: 300 HP (220 kW)
- Výzbroj: dva pevné synchronizované kulomety Vickers ráže 7,7 mm nad motorem, každý se 400 náboji

Letov Š-20J
- Stíhací letoun
- Osádka: 1 (pilot)
- Rozpětí: 9,7 m
- Délka: 7,26 m
- Plocha křídel: 18,77 m²
- Hmotnost prázdného letounu: 810 kg
- Vzletová hmotnost: 1138 až 1240 kg (zde se zdroje různí)
- Maximální rychlost: 258 až 267,5 km/h při zemi (zde se zdroje různí)
- Cestovní rychlost: 230 km/h
- Stoupání do 5000m: 9 min. 20 sek. nebo 10 min. 50 sek. (zde se zdroje různí)
- Dolet: 500 km
- Dostup: 8700 až 9200 m (zde se zdroje různí)
- Motor: 1× hvězdicový devítiválec Walter Jupiter IV (konstrukce Bristol Jupiter → licence Gnome-Rhône → licence Walter)
- Výkon motoru: 430 nebo 480 HP (316 nebo 353 kW) (zde se zdroje různí)
- Výzbroj: dva pevné synchronizované kulomety Vickers ráže 7,7 mm nad motorem, každý se 400 náboji

Letov Š-21
- Cvičný stíhací letoun
- Osádka: 1 (pilot)
- Rozpětí: 10,10 m
- Délka: 7,53 m
- Plocha křídel: 19,60 m²
- Hmotnost prázdného letounu: 641 kg
- Vzletová hmotnost: 863 kg
- Maximální rychlost: 210 km/h
- Cestovní rychlost: 180 km/h
- Dolet: 420 km
- Dostup: 4000 m
- Motor: 1× kapalinou chlazený vidlicový osmiválec Hispano-Suiza 8A
- Výkon motoru: 180 HP (132 kW)
- Výzbroj: bez výzbroje